# Xuchang
Xuchang is een stad in de gelijknamige prefectuur in de provincie Henan in de Volksrepubliek China. Bij de volkstelling van 2020 had de stad 850.403 inwoners, de gehele prefectuur had 4.379.998 inwoners.
Gedurende de laatste periode van de Han-dynastie (196-220) was het de hoofdstad van het Chinese Keizerrijk. Daarna was het voor korte tijd de hoofdstad van het Wei-rijk.
Korte geschiedenis als hoofdstad

In 196 kwam de Han-keizer Xian terug naar Luoyang, toen de hoofdstad van China. Echter, deze lag in puin na een verwoestende brand die door Dong Zhuo zou zijn aangestoken. De keizer vroeg de krijgsheer Cao Cao om hem te beschermen, waar deze graag toe bereid was. Een adviseur van Cao Cao stelde voor de hoofdstad (voorlopig) te verplaatsen naar Xuchang, dat in veiliger en vruchtbaarder gebied lag.
Cao Cao werd eerste minister van Han en gebruikte de keizer in zijn voordeel, want zo wist hij veel van zijn daden te rechtvaardigen. Met Xuchang als machtscentrum begon hij zijn rijk op te bouwen. Hij heeft echter nooit gedurfd de keizer af te zetten.
Toen Cao Cao overleed in 220, volgde zijn zoon Cao Pi hem op. Vlak daarna zou volgens de overlevering een groep astrologen uit sterrenstudies hebben opgemaakt dat de Han-dynastie zou eindigen en er een 'Wei-rijk' zou ontstaan. De boodschap was: Wei zal in Xuchang de abdicatie van Han ontvangen. Cao Pi besloot hierop keizer Xian tot aftreden te dwingen en zelf de troon te bestijgen. Xuchang werd de hoofdstad van het Wei-koninkrijk.
Lang duurde dat echter niet. Cao Pi zag spoken in zijn dromen en in zijn paleis was het onrustig. Daarop besloot hij de hoofdstad terug te verplaatsen naar Luoyang, wat zoals daarvoor weer het machtscentrum werd.